# Hyman Bress
Hyman Bress (* 30. Juni 1931 in Kapstadt; † 30. Oktober 1995 in Montreal) war ein kanadischer Geiger und Komponist südafrikanischer Herkunft.

## Leben
Bress hatte den ersten Violinunterricht bei seinem Vater und debütierte neunjährig mit dem städtischen Sinfonieorchester von Kapstadt (heute Cape Town Philharmonic Orchestra). Von 1946 bis 1951 studierte er bei Ivan Galamian am Curtis Institute in Philadelphia, danach ging er nach Montreal, wo er Konzerte gab und im Rundfunk der CBC auftrat. Mit Mildred Goodman, Otto und Walter Joachim gründete er 1955 das (dritte) Toronto String Quartet, dessen Erster Geiger er bis 1963 war. In der Saison 1958–59 war er außerdem Konzertmeister des Montreal Symphony Orchestra. In den Folgejahren trat er mit großen Sinfonieorchestern in Kanada, den USA und Europa auf, unternahm Tourneen durch die Sowjetunion (1966) und den Fernen Osten (1973), bis er sich in den 1980er Jahren zur Ruhe setzte.
Bress spielte u. a. die Uraufführungen von Otto Joachims Concertante No. 1 (1957), Kelsey Jones’ Introduction and Fugue (1959), Violet Archers Concerto (1960) und Udo Kasemets’ Concerto. 1962 nahm er seine eigene Fantasy für Violine, Klavier und Tonband auf. Bekannt wurden auch seine Einspielungen der Violinkonzerte von Joseph Joachim und Ernest Bloch.